# Huszti József
Huszti József (Zalabér, 1887. október 10. – Budapest, 1954. január 2.) klasszika-filológus, irodalomtörténész, egyetemi tanár, a Magyar Tudományos Akadémia rendes tagja (1939). Kutatási területe az összehasonlító latin irodalomtörténet, illetve a magyarországi humanizmus volt. Kiemelkedőek a Janus Pannonius kutatásban elért eredményei.

## Életpályája

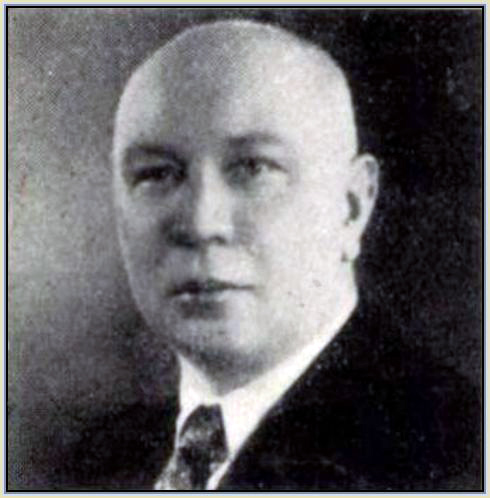
Arcképe a Tükör 1936. júliusi számának munkatársai között

Iparos családba született. Édesapja Huszti Ferenc cipész, öccse Huszti Ferenc jogász, kommunista politikus volt. – Középiskolai tanulmányait Budapesten kezdte, a II–VI. osztályt a keszthelyi premontrei gimnáziumban, majd az utolsó két osztályt cisztercita novíciusként Zircen és Egerben végezte. Belépett a ciszterci rendbe (1905), de rövidesen kilépett onnan (1907).
Az Eötvös József Collegium tagjaként a budapesti Magyar Királyi Tudományegyetemen magyar–klasszika filológia szakán végzett (1908–1911). Egyetemi tanulmányai alatt Gyomlay Gyula felfigyelt rá és ő irányította tudományos pályára. Középiskolai tanári és bölcsészdoktori oklevelet szerzett (1912). A doktori értekezésében Menandrosszal (akkoriban 'Menander' néven említették) foglalkozott, majd Terentius világirodalmi hatását kezdte vizsgálni. Ezért külföldi tanulmányutakat tett: a müncheni, a bécsi és a párizsi egyetemen tanult (1913–1914). – Tanári munkáját a budapesti érseki római katolikus főgimnáziumban kezdte (1911–1915), majd a budapesti Középiskolai Tanárképző Intézetben (1915–1918), azt követően az Eötvös Collegiumban (1918–1923) tanított.
A budapesti Magyar Királyi Tudományegyetemen habilitált és lett az egyetem magántanára (1921). Miután a Magyar Tudományos Akadémia levelező tagjai sorába választotta (1922) a szegedi Ferenc József Tudományegyetem nyilvános rendes tanárának nevezték ki (1923. augusztus 24.), s egyben megbízták az egyetem Görög–Filológiai Intézetének vezetésével. Ő lett az első vezetője a görög és a latin filológiai intézet összekapcsolásából szerveződött Klasszikai-Filológiai Intézetnek, ahol a vezetőváltás után is (1928. január 12.), Förster Aurél intézetvezetése alatt mint társprofesszor tovább oktatott és kutatott. Az egyetemen a Bölcsészet-, Nyelv- és Történettudományi Kar dékánja volt (1930/1931). Szegedi tanársága idején Budapestről a városba költözött polgári-iskolai tanárképző intézetnek, az Apponyi Kollégiumnak miniszteri biztosaként is tevékenykedett (1928–1934). A budapesti Magyar Királyi Pázmány Péter Tudományegyetemre került, ahol nyugdíjazásáig a latin filológia tanára volt (1934–1948).
Külföldi egyetemeken is oktatott. A bécsi és a római egyetem, a Római Magyar Akadémia vendégprofesszora volt (1925/1926). A Római Magyar Történeti Intézet tagjaként Rómában folytatott kutatásokat. Gazdag kézirati anyagot, új irodalmi és történeti forrásokat talált, amelyek alapján a magyar–olasz kapcsolatok új részleteiről, addig ismeretlen vagy csak kevéssé ismert magyar humanisták életéről, munkásságukról írt tanulmányokat. Monográfiája Janus Pannoniusról a humanizmussal kapcsolatos kutatásai összegezése volt (1931). Eközben nem lett hűtlen az antikvitáshoz sem. Marcus Aurelius Vallomásai-t tolmácsolta magyar nyelven (1923).
A Magyar Tudományos Akadémia levelező tagja lett (1922. május 11. Székfoglaló előadását 1923. március 5-én tartotta, „Platonista törekvések Mátyás király udvarában” címmel. 1939. május 12-én az MTA rendes taggá választotta. Székfoglaló előadását 1941. január 13-án tartotta meg, „Pier Paolo Vergerio és a magyar humanizmus kezdete” címmel. Az Akadémia szocialista átszervezése után tanácskozó taggá „minősítették”, s ezzel megfosztották akadémiai tagságától (1949. október 31.).
1989. május 9-én rehabilitálták, visszakapta akadémiai tagságát. A Szent István Akadémia rendes tagja 1938-tól. A Janus Pannonius Társaság és a római Accademia degli Arcadi is tagjai közé választotta. Választmányi tagként vett részt a Társadalomtudományi Társaságban, alelnöke volt a Parthenon Egyesületnek (1934-től) és tagja a szegedi Dugonics Társaságnak.
Behatóan foglalkozott a tanárképzés, a középiskolai tantervek, a közép- és felsőoktatás kérdéseivel. Ügyvezető alelnöki, nevelési és oktatási szakosztály elnöki illetve alelnöki teendőket látott el az Országos Közoktatási Tanácsban (1943-ig). Tagja volt az Állami Középiskolai Tanárvizsgáló Bizottságnak. Az Országos Polgári Iskolák Tanárvizsgáló Bizottságának elnöke volt 1928–1945 között; a Magyar Pedagógiai Társaság alelnöke (1935–1946 között, tiszteleti tagja (1946–1951 között. A Katolikus Tanügyi Tanács másodelnöke volt.
Gondozta a Juventus (1917–1919), majd a Bibliotheca Discipulorum című tankönyvsorozat (1926-tól) kiadatását. Az Egyetemes Philologiai Közlöny, (1935–1948 között), előbb Eckhardt Sándorral, 1946-tól Györkösy Alajossal) és az Értekezések a magyarországi latinság köréből című sorozat szerkesztését látta el (1939–1943). Kezdeményezésére indult meg a magyarországi latinság szótárának előmunkálata (1934). – A Budapesti Philologiai Társaság elnöke volt (1935-től).
Huszti József Kosáry Domokos apósa volt. A második világháború alatt többen, köztük Szekfű Gyula és felesége is, Huszti Józsefék budai villájában találtak menedéket a németek és a nyilasok elől.
Sírja a Budapesten, a Farkasréti temető templomi árkádsorán található (31-es sírbolt).

## Művei (válogatás)

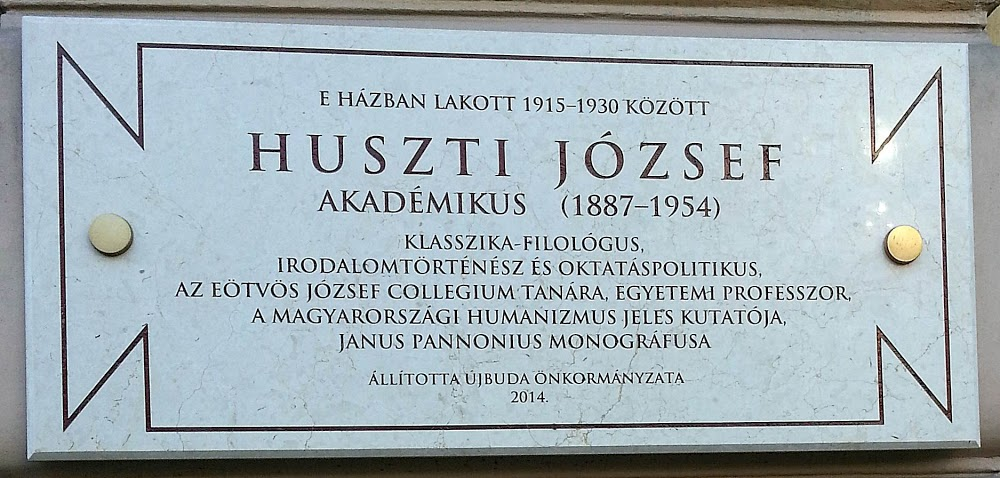
Emléktáblája egykori lakhelyén (XI. ker., Villányi út 4)

### Könyvek, tanulmányok

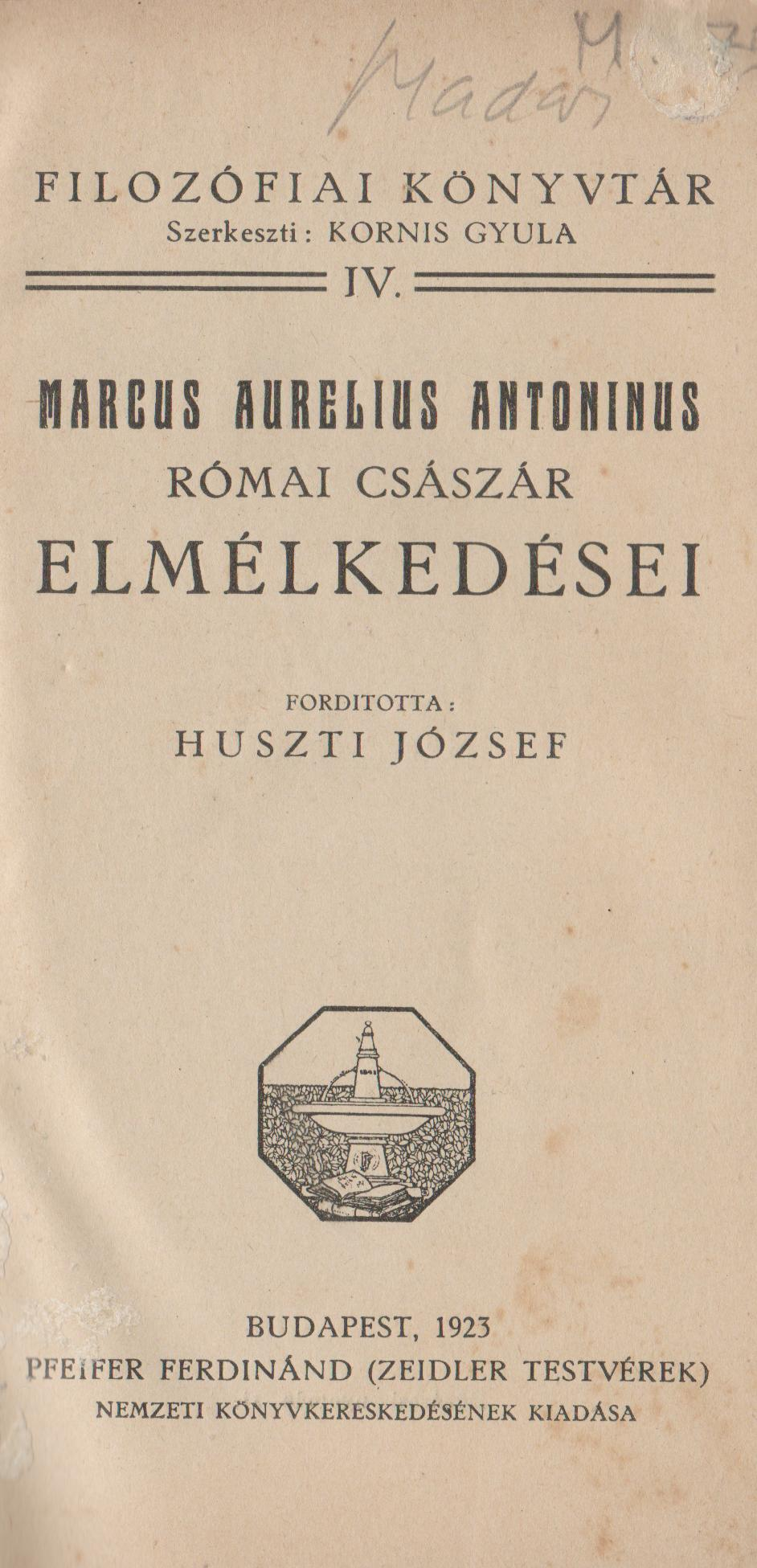
Marcus Aurelius elmélkedéseinek fordítása

- Menander és Epikuros – Egyetemes Philologiai Közlöny, 1911
- Diderot és Terentius – Budapesti Szemle, 1913
- A Heautontimorumenos prológusához – Egyetemes Philologiai Közlöny, 1913
- Terentius a világirodalomban – Budapesti Szemle, 1914
- Terentius és az olasz renaissance dráma – Akadémiai Értesítő, 1915
- Catullus népünnepély a csatatéren – Egyetemes Philologiai Közlöny, 1916
- Az állampolgári nevelés és a klasszikusok – Magyar Középiskola, 1917
- Fógel Sándor, Celtis Konrád és a magyarországi humanisták – Irodalomtörténet, 1917
- Enea Silvio humanista propagandája III. Frigyes udvarában – Egyetemes Philologiai Közlöny, 1919
- Epikuros ethikája – Athenaeum, 1920
- A demokrácia útvesztője (Athén példája) – Társadalomtudomány, 1921
- Celio Calcagnini in Ungheria – Corvina, 1922
- Platonista törekvések Mátyás király udvarában, 1924, 1925
- Callimachus Experiens költeményei Mátyás királyhoz – Budapest, 1927
- Janus Pannonius asztrológiai álláspontja – Minerva, 1927
- Janus Pannonius és Anjou René (nápolyi király) – Budapest, 1929
- Tendeze platonizzanti alla corte di Mattia Corvino – Bestetti e Tumminelli, Milano/Roma, 1930. 287 o.
- Janus Pannonius – Janus Pannonius Társaság, Pécs, 1931. 448 o. – Hozzáférés ideje: 2012. április 22. 17:00
- Hegedüs István r. tag emlékezete. A Magyar Tudományos Akadémia elhunyt tagjai fölött tartott emlékbeszédek, 21 (12). Magyar Tudományos Akadémia, Budapest, 1932
- Humanista kézirati tanulmányok – Szeged, 1934
- A római irodalomtörténet. Ezüstkor (Az 1933/34. és 1934/35. tanévben tartott előadásai alapján kiadta Faludi Szilárd) – Budapest, 1934
- Pauler Ákos emlékezete – Budapest, 1935
- Orazio nella letteratura ungherese – Istituto di Studi Romani, Roma, 1936
- Polgári iskolai és tanítóképzőintézeti tanárkérdés – Budapest, 1937
- A középiskolák és főiskolák kapcsolata – Budapest, 1937
- A bölcsészeti kar és a tanárképzés reformja – Budapest, 1938
- La litterature dell'età Augusten negli studi ungheresi – Roma, 1938
- Der humanistische Hof König Matthias – Ungarische Jahrbücher, 1940
- Gróf Klebelsberg Kuno életműve – Budapest, 1942. 380 o.
- La fortuna di Tito Livio in Ungheria – Reale Istituto di Studi Romani, Roma, 1943
- Pier Paolo Vergerio és a magyar humanizmus kezdete – Filológiai Közlöny, 1955

### Fordítások, tankönyvek
- Marcus Aurelius: Elmélkedések – az 1. kiadás bibliográfiai adatai: Marcus Aurelius Antonius római császár elmélkedései – ford. Huszti József – Pfeifer Ferdinánd, Budapest, 1923. 196 o., – a legutóbbi kiadás bibliográfiája: Marcus Aurelius: Elmélkedések – ford. Huszty(!) József – Kossuth Kiadó, Budapest, 2010. 114. o. – ISBN 978-963-09-6197-4 – (A 2010-es kiadásban hibás a fordító nevének leírása; az Elmélkedések Huszti József fordításán kívül Perlaky Sándor és Vajda László fordításaiban is megjelent, de az újabb és újabb kiadások Huszti József fordításában olvashatók.)
- Szemelvények ifj. Plinius leveleiből (tankönyv és fordítás) – Budapest, 1930
- Latin chrestomathia a gimnázium és leánygimnázium 5–8. osztálya számára (Szerkesztő – tankönyv) – Graz, 1957. 357 o. – reprint: Budapest, 1991 – ISBN 963-18-2792-5